# Dragocena vezava
Dragocena vezava ali vezava z nakitom knjig je razkošna knjižna platnica, ki uporablja kovinske izdelke iz zlata ali srebra, draguljev ali slonovine, poleg običajnega materiala za vezavo knjig, kot so usnje, žamet ali druge tkanine. Dejanska tehnika vezave knjig je enaka kot pri drugih srednjeveških knjigah, pri čemer so folije, običajno iz veluma (vrsta pergamenta), zlepljene skupaj in vezane na lesene platnice. Kovinska oprema dragocene vezave se nato običajno pritrdi na te plošče. Zdi se, da so dragocene vezave obstajale vsaj od pozne antike, čeprav še vedno ni primerov, ki bi bili ohranjeni, tudi  zgodnjesrednjeveški primeri so zelo redki. Do konca srednjega veka so jih manj uporabljali, nekaj pa jih je na Zahodu nastajalo vse do današnjih dni, še veliko pa jih je na območjih, kjer je prevladovalo vzhodno pravoslavje. Vezave so bile v glavnem uporabljene za velike iluminirane rokopise, zlasti evangeliarije, namenjene za oltar in za uporabo v cerkveni službi, ne pa za študij v knjižnici.
Velika večina teh knjig je bila kasneje uničena, saj so dragoceno zlato in dragulje odstranili roparji ali lastniki, ko so potrebovali gotovino. Drugi so se ohranile brez draguljev, mnoge pa niso več pripete na knjigo ali pa so bili prestavljene v drugo knjigo.  Nekatere so shranjene v večjih knjižnicah - na primer knjižnica Morgan v New Yorku, knjižnica John Rylands v Manchestru, Britanska knjižnica v Londonu, Bavarska državna knjižnica v Münchnu in Francoska narodna knjižnica v Parizu. Ker izrezljane slonovine, ki je bila pogosto uporabljana po navadi ni mogoče reciklirati, so ohranjene v veliko večjem številu, kar daje boljšo predstavo o številu, ki je nekoč obstajalo. Drugi primeri so zapisani v dokumentarnih virih, vendar knjige, čeprav so ohranjene naslovnice, ne. Knjiga iz Kellsa je po ropu izgubila vezavo, usoda manjkajoče platnice knjige iz Lindisfarna pa ni zapisana.
V vzhodnih pravoslavnih cerkvah se dragocena vezava še vedno izdeluje, predvsem za liturgične evangelijske knjige, vse do današnjih dni in obstajajo v številnih različnih umetniških slogih. Drugi slogi vezave z dragulji in običajno biseri imajo prevleko iz žameta ali drugega tekstila, na katero so dragulji prišiti ali kako drugače pritrjeni. Bolj verjetno je, da gre za zasebne knjige pomembnih oseb, zlasti molitvenike ženskih plemkinj, lahko vključujejo tudi vezenje.

## Tehnika in izdelava
Tehnike izdelave dragocenih vezav so se skozi zgodovino razvijale skladno z razvojem tehnologij in metodami, ki se uporabljajo pri ustvarjanju knjig. V 4. stoletju krščanske dobe so rokopisi na papirusu ali velumskih zvitkih najprej sploščili in se spremenili v knjige z izrezanimi stranmi, ki so jih povezali skozi luknje, zarezane na njihovem robu. V 5. stoletju so knjige na ta način sestavljali z usnjenimi trakovi, da so bile vezave močnejše in trajnejše z lesenimi deskami, nameščenimi na vrhu in na dnu, da so ostale strani ravne. Ti trakovi so bili nato vezani v deske in v celoti prekrite z usnjem. 
Plošče so ponudile priložnost za okrasne ornamente, s kovinskimi ohišji postavljenimi v les, za vstavitev draguljev, gem in kamnov.  Pokrivni material bi nato ročno položili čez ogrodje in ga razrezali okoli oboda ohišja, da bi razkrili dragulje. Knjige, ki so jih po navadi vezali, so bili evangeliji in druge verske knjige, narejene za uporabo v cerkvi. V srednjem veku je odgovornost za ustvarjanje okrašenih knjig prešla na kovinarje in cehe, ne na knjigovezce, ki so delali z zlatimi, srebrnimi ali bakrenimi listi, da bi ustvarili nakit in emajlirane plošče, ki so bile ločeno pribite v lesene deske. 

### Druge oblike
Kovinsko ohišje za knjige je vsebovalo tudi kovinske zaponke, ki so knjigo zaprle, ko ni v uporabi in izolirane kovinske elemente, ki so krasili usnje ali tekstil, ki so bili v poznejšem srednjem veku zelo razširjeni v knjižnicah. Okrasne zaponke ali paščki so bili okrašeni z dragulji ali kovino v tehniki  repoussé od 12. stoletja naprej, zlasti na Nizozemskem in v Nemčiji.  Na Škotskem in Irskem od 9. stoletja ali prej so bile knjige, ki so veljale za relikvije samostanskih voditeljev, položene v okrašeno kovinsko relikviarno škatlo, imenovano cumdach (stara irska izgovorjava [ˈkuṽdax] ali knjižno svetišče) in potem najverjetneje niso bile uporabljene kot knjige. Te so bile celo v bitki speljane kot nekakšen standard, ki jih je vojak nosil okoli vratu kot zaščitni amulet. V tem časovnem obdobju so bile kot nakit ali škatle z dragulji, v katerih so bile spravljene majhne izdaje Korana.
V 16. stoletju so bile v modi 'knjige iz zlata': majhne, pobožne knjige, okrašene z dragulji ali emajliranimi platnicami, ki jih je angleški dvor nosil kot pas ali okoli vratu kot kos nakita. Te kose lahko vidimo na portretih iz obdobja in zapisih draguljev iz časov vladanja Henrika VIII. in Edvarda VI. 

## Zgodovina
Dragocene vezave so bile razkošje, dostopno samo bogatim elitam, naročili so jih bogati zasebni zbiralci, cerkve in višja duhovščina in kralji, pogosto pa so jih naročili za predstavitev kraljevim ali plemiškim osebam. Najzgodnejša omemba je v pismu svetega Hieronima iz leta 384, kjer »prezirljivo piše o bogatih kristjanih, katerih knjige so na vijoličnem velumu napisane v zlatu in oblečene z dragulji ...«.  Vsaj od 6. stoletja jih vidimo v mozaikih in drugih slikah, na primer ikono Kristusa Pantokratorja iz 6. stoletja iz samostana svete Katarine in znameniti mozaik Justinijana I. v baziliki San Vitale v Raveni. Plošče iz slonovine, pogosto postavljene na sredino platnic, so bile prilagojene v slogu konzulskih diptihov in res je bil velik del ohranjenih primerov ponovno uporabljen na platnicah knjig v srednjem veku. Nekatere vezave so bile ustvarjene, da vsebujejo relikvije svetnikov in te velike knjige so bile včasih videti obešene z zlatimi palicami in so jih nositi v javnih procesijah bizantinskih cesarjev.  Zlasti v keltskem krščanstvu Irske in Britanije so razmeroma navadne knjige, ki so pripadale samostanskim svetnikom, obravnavane kot relikvije in jih je mogoče oživljati z dragoceno vezavo ali postaviti v relikviarij.
Dragulji in zlato ne ustvarjajo zgolj vtisa bogastva, čeprav je bil to zagotovo del njihovega namena, ampak so služili obema, da so v verskem kontekstu ponudili napoved okrašene narave nebesnega mesta, za nekatere vrste draguljev pa naj bi veljalo, da imajo dejanske čudežne lastnosti v različnih 'znanstvenih', medicinskih in magičnih vidikih, kot so določeni v priljubljenih lapidarnih knjigah . (Lapidarij je besedilo, pogosto celotna knjiga, ki daje 'informacije o lastnostih in vrlinah dragih in poldragih kamnov', to je delo o gemologiji) Več liturgičnih knjig z dragoceno vezavo je mogoče prikazati z besedilno analizo, da nimajo bistvenih delov običajnega besedilnega aparata 'delujoče' različice njihovega besedila, kot sta Knjiga iz Kellsa in Codex Aureus iz Echternacha. Morda so jih uporabljali za branje pri službah, toda v samostanu so bili v bistvu del cerkvene opreme, ne pa knjižnice; Kot kažejo zapisi iz opatije Kells, je bila knjiga iz Kellsa v zakristiji.
Bizantinske in zahodne srednjeveške dragocene vezave v slogu pogosto niso povsem poenotene. Razen dokončanja v različnih obdobjih in včasih v različnih državah so bili elementi odstranjeni in preoblikovani za druge zvezke ali pa so bili s časom ponastavljeni z novimi deli . Na primer, naslovnica na Lindauskih evangelijih prihaja iz različnih delov južne Nemčije, spodnja ali zadnja platnica pa je nastala v 8. stoletju (prej kot knjiga, ki jo zdaj krasijo), medtem ko je bila zgornja ali sprednja platnica dokončana v 9. stoletju; obe imata pozlačeno kovino, okrašeno z dragulji. Ni znano, kdaj so bile prvič uporabljene v tem rokopisu. 
Zunaj samostanov so bili v nastajajočem cehu knjigovezcev srednjega veka pogosto omejeni z zakonom glede količinskih omejitev pri uporabi draguljev. Čeprav to ni bistveno vplivalo na izdelavo okrasitve knjig, je vseeno naložilo dovoljeno število draguljev, odvisno od položaja ali ranga naročnika za delo.  Skoraj nobena zgodnjesrednjeveška angleška vezava ni preživela razpada samostanov in angleške reformacije, ko so cerkvene knjižnice v Angliji zasegli in dragocene vezave odstranili z aktom, da bi »odstranili in plačali v kraljevo zakladnico vse zlato in srebro, ki so ga našli na pobožnih knjigah«. Primerljive upodobitve niso bile tako temeljite v celinski protestantski reformaciji, vendar je večina vezav preživela na katoliških območjih, ki so se izognila kasnejši vojni in revolucijam. 
Kljub poenostavitvi knjižne produkcije zaradi tiskanja, se je umetniška tradicija dragocene vezave knjig nadaljevala v Angliji, čeprav manj pogosto in v enostavnejših oblikah.  Razkošni vezavi je še vedno dajal prednost angleški dvor, kar je razvidno iz zapisov o zasebni knjižnici kraljice Elizabete I., ki se je zavzela za žametno vezavo. Paul Hentzner je ob obisku kraljeve knjižnice leta 1598 pripomnil na »knjige, vezane z žametom različnih barv, čeprav v glavnem rdeče barve, z zaponkami iz zlata in srebra; nekatere imajo v svoji vezavi bisere in drage kamne«. V celotnem 16. in 17. stoletju se je slog razvil tako, da je v knjigovezništvu uporabil žamet, saten, svilo in platno, manj pa je bilo draguljev, več vezenja, kovinske niti, biserov in bleščic. 

### Oživitev
Potem ko je nakit knjigoveških vezav užival svojo renesanso, je praksa popustila, dokler ni doživela preporoda blizu prehoda v 20. stoletje v Angliji. Pri oživljanju tega sloga sta bila zelo vplivna Francis Sangorski in George Sutcliffe iz knjigoveznice Sangorski & Sutcliffe. Njihove vezave niso bile okrašene z velikimi neobrezanimi dragulji kot v srednjeveških časih, ampak s poldragimi kamni v kabošon obliki, postavljeni v čudovito oblikovane večbarvne usnjene vložke in dovršeno ogrodje iz pozlačenega lesa. Obrtniškost teh vezav je bila neprekosljiva; samo njihovi konkurenti Riviere so izdelali delo podobne kakovosti. Najbolj znana med temi vezavami je Veliki Omar (1909) na veliki kopiji FitzGeraldovega Rubajata of Omar Khayyam, ki je vključeval dobro ogrodje, vložke iz barvnega usnja in 1050 draguljev v pavovski shemi oblikovanja. S Titanikom se je potopila leta 1912. Danes je tretja reprodukcija te vezave edina, ki je preživela, po drugi, ki jo je po Sutcliffejevem načrtu reproduciral njegov nečak Stanley Bray, ki je bila poškodovana v Blitzu med drugo svetovno vojno. Brayev drugi poskus ponovnega poustvarjanja tretje različice, ki je preživela, je bila spravljena v Britansko knjižnico leta 1989.
Druge knjigoveznice, ki so v tem obdobju ustvarjale knjige v tem slogu, so bile družbe Rivière in Zaehnsdorf. Največja zbirka teh mojstrovin je bila Phoebe Boyle ena; v letu 1923 je bilo prodanih več kot 100 dragocenih vezav. Na dražbi se občasno pojavljajo dragocene vezave; zapisov o njih je presenetljivo malo glede na njihovo vrhunsko kakovost.
Leta 1998 je Rob Shepherd iz  knjigoveznice Shepherd i kupil tako Zaehnsdorf kot Sangorski & Sutcliffe. Dandanes je vezanje z dragulji redka praksa in podjetja tako velika kot mala so v današnji družbi z umetniško obliko manj sposobna preživeti.  Vezave, ki obstajajo danes, so shranjene v zasebnih zbirkah ali jih lahko najdemo v knjižnicah in muzejih po vsem svetu.
- Najstarejša znana bizantinska ikona Kristus Pantokrator, 6. stoletje enkavstika na plošči
- Platnica evangeliarija z bizantinskimi in zahodnimi elementi iz srednjega veka
- Slonovina iz 10. stoletja, s klečečim škofom, 12. Stoletje zlato in emalj, mozanska umetnost]
- Platnice Dunajskih evangelijev za kronanje, uporabljeni pri cesarskem kronanju, so bile zamenjane leta 1500
- Russian Gospel book, 1911, gold and enamel
- Armenski evangeliji, 1262, s kovinskimi elementi preko usnja
- Knjižnica burgundskega vojvode okoli 1480; knjige s kovinskimi vložki na žametu.
- Renesančni miniaturni rokopis oblikovan kot obesek, italijanski, c. 1550
- Nenavadna posvetna rokoko vezava z uporabo tehnike izdelovanja zlatih škatel iz biserovino in trdim kamnom, Berlin, 1750–1760
- 18. stoletje, nemška dragocena vezava s sponko
- Gruel in Engelmann, vezava molitvenika, Pariz 1870, posrebreno in emajl na usnju
- Vezava za t.i. Stephanus-codex iz Weihenstephana, Nemčija, 13. stoletje